# Southern Lands
Southern Lands es el álbum debut del grupo germano-español de synth pop Cetu Javu, publicado en 1990 por ZYX Records.
Este álbum contiene temas que ya habían sido editados uno o dos años antes como sencillos.

## Listado de canciones
| Southern Lands |                          |          |  |
| N.º            | Título                   | Duración |  |
| 1.             | «Southern Lands»         | 4:14     |  |
| 2.             | «Love Me»                | 4:13     |  |
| 3.             | «Oye»                    | 4:22     |  |
| 4.             | «Words Without Thoughts» | 4:21     |  |
| 5.             | «So Strange»             | 3:58     |  |
| 6.             | «Get It»                 | 4:59     |  |
| 7.             | «Situations»             | 4:01     |  |
| 8.             | «Bad Dreams»             | 3:46     |  |
| 9.             | «Have In Mind»           | 3:31     |  |
| 10.            | «¿Quién lo sabía?»       | 7:10     |  |
| 11.            | «Fight Without A Reason» | 2:47     |  |
| 12.            | «A dónde»                | 3:58     |  |

## Datos
Todos los temas fueran compuestos por Chris Demere y Javier Revilla-Díez.